# 아야네 (배우)
아야네(일본어: 文音, 1988년 3월 17일 ~ )는 일본의 여배우로, 도쿄도 세타가야구 출신했다.